# Saint-Michel (Aisne)
Saint-Michel é uma comuna francesa na região administrativa de Altos da França, no departamento de Aisne. Estende-se por uma área de 42,2 km². Em 2010 a comuna tinha 3 423 habitantes (densidade: 81,1 hab./km²).